# United Volleys Frankfurt
Die United Volleys Frankfurt waren eine Männer-Volleyballmannschaft aus Frankfurt am Main, die von 2015 bis 2022 in der Bundesliga spielte. Bis 2018 spielte die Mannschaft unter dem Namen United Volleys Rhein-Main.

## Spielstätte
Die United Volleys trugen ihre Heimspiele in der rund 5000 Zuschauer fassenden Ballsporthalle Frankfurt am Main aus.

## Geschichte

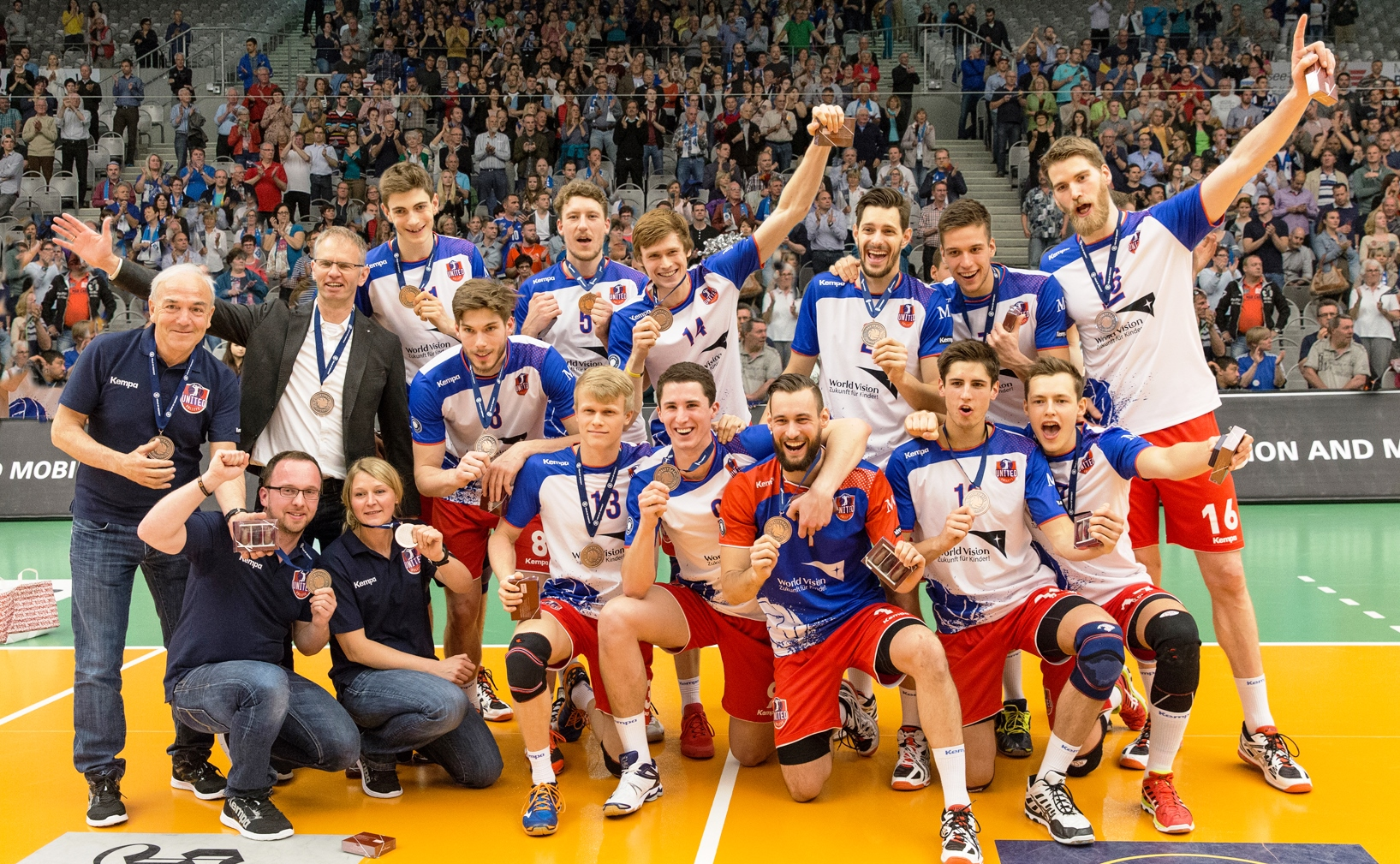
United Volleys 2015/16

Bis 2015 spielten die United Volleys unter dem Namen des Stammvereins TG 1862 Rüsselsheim vorwiegend in der zweiten und für zwei Spielzeiten auch in der ersten Bundesliga. Nach dem Aufstieg entstanden die United Volleys, die das Spielrecht aus Rüsselsheim übernahmen und als neuen Spielort Frankfurt wählten.
In ihrer ersten Bundesliga-Saison erreichte die Mannschaft 2015/16 auf Anhieb das Halbfinale der Play-offs um die deutsche Meisterschaft und gewann damit die Bronzemedaille. Im DVV-Pokal 2015/16 kam sie ebenfalls ins Halbfinale und unterlag den Berlin Recycling Volleys.  Kapitän Christian Dünnes wurde als Topscorer zum MVP der Bundesliga-Saison gekürt. Zudem wurden mit Jan Zimmermann, Moritz Reichert und Tobias Krick gleich drei Spieler in die deutsche Nationalmannschaft berufen.
In der Saison 2016/17 kamen die United Volleys erneut ins Playoff-Halbfinale der Bundesliga und unterlagen dem späteren Meister Berlin Recycling Volleys. Gegen den gleichen Gegner schieden sie zuvor im Achtelfinale des DVV-Pokals aus. Im CEV-Pokal erreichte das Team ebenfalls das Halbfinale und verlor dort gegen den späteren Titelträger Tours Volley-Ball. Am 23. September 2017 wurden die United Volleys als Hessens Mannschaft des Jahres 2017 ausgezeichnet. In der Saison 2017/18 mussten sie sich erneut im Playoff-Halbfinale den Berlinern geschlagen geben. Im DVV-Pokal verloren sie das Halbfinale gegen den VfB Friedrichshafen.
In der Saison 2018/19 spielten die United Volleys erstmals in der CEV Champions League und erreichten auf Anhieb die Gruppenphase. Am 11. Oktober 2020 bestritten sie im Supercup ihr erstes Finale und verloren mit 0:3 gegen die Berlin Recycling Volleys. Im Dezember des gleichen Jahres qualifizierten sich die United Volleys mit einem Halbfinalsieg gegen den VfB Friedrichshafen zum ersten Mal für das Endspiel um den DVV-Pokal, in dem sie im Februar 2021 mit 3:0 gegen die Netzhoppers Königs Wusterhausen gewannen und erstmals DVV-Pokalsieger wurden.
Am 12. Juli 2022 teilte die Volleyball-Bundesliga per Medieninformation mit, dass der Verein wegen fehlender wirtschaftlicher Nachweise keine Lizenz für die Saison 2022/23 erhalten werde. Der Verein verzichtete auf Rechtsmittel.